# كلاوديو بريزويلا
كلاوديو بريزويلا (بالإسبانية: Claudio Daniel Brizuela)‏ هو لاعب كرة قدم أرجنتيني، ولد في 30 أغسطس 1968 في بوينس آيرس في الأرجنتين. لعب مع نادي سيلايا.